# Stanley Myers
Pour les articles homonymes, voir Myers.
Stanley Myers est un compositeur britannique de musiques de films, né le 6 octobre 1930 à Birmingham et mort le 9 novembre 1993 à Londres en Angleterre.

## Biographie
Il est connu pour son travail de compositeur pour des films comme Otley (1968), Roi, Dame, Valet (1972), Frightmare (1974) ou encore Schizo (1976) et Voyage au bout de l'enfer (1978). C'est également lui qui a lancé la carrière du compositeur Hans Zimmer en le faisant collaborer à certaines de ses productions.

## Filmographie

### Cinéma

#### Années 1950
- 1957 : Murder Reported de Charles Saunders

#### Années 1960
- 1966 : La Route de St. Tropez (Road to St. Tropez) de Michael Sarne
- 1966 : Le Gentleman de Londres (Kaleidoscope) de Jack Smight
- 1967 : Ulysses de Joseph Strick
- 1968 : Le Refroidisseur de dames (No Way to Treat a Lady) de Jack Smight
- 1968 : Separation de Jack Bond
- 1968 : Otley de Dick Clement
- 1968 : La Nuit du lendemain (The Night of the Following Day) de Hubert Cornfield
- 1969 : Michael Kohlhaas de Volker Schlöndorff
- 1969 : Two Gentlemen Sharing de Ted Kotcheff

#### Années 1970
- 1970 : Tropique du Cancer (Tropic of Cancer) de Joseph Strick
- 1970 : The Walking Stick d'Eric Till
- 1970 : Underground d'Arthur H. Nadel
- 1970 : Take a Girl Like You de Jonathan Miller
- 1970 : Tam Lin (The Ballad Of Tam Lin) de Roddy McDowall
- 1970 : Une tête coupée (A Severed Head) de Dick Clement
- 1971 : The Raging Moon de Bryan Forbes
- 1972 : Une belle tigresse (Zee and Co.) de Brian G. Hutton
- 1972 : La Cible hurlante (Sitting Target) de Douglas Hickox
- 1972 : Roi, Dame, Valet (King, Queen, Knave) de Jerzy Skolimowski
- 1973 : The Love Ban de Ralph Thomas
- 1973 : The Blockhouse de Clive Rees
- 1974 : Road Movie de Joseph Strick
- 1974 : Flagellations (House of Whipcord) de Pete Walker
- 1974 : Little Malcolm de Stuart Cooper
- 1974 : Le Passager (Caravan to Vaccares) de Geoffrey Reeve
- 1974 : Frightmare de Pete Walker
- 1975 : Le Vent de la violence (The Wilby Conspiracy) de Ralph Nelson
- 1975 : Coupable sans visage (Conduct Unbecoming) de Michael Anderson
- 1976 : Mortelles confessions (House of Mortal Sin) de Pete Walker
- 1976 : Le Coup de grâce (Der Fangschuß) de Volker Schlöndorff
- 1976 : Schizo de Pete Walker
- 1977 : A Portrait of the Artist as a Young Man de Joseph Strick
- 1978 : The Class of Miss MacMichael de Silvio Narizzano
- 1978 : L'Empire du Grec (The Greek Tycoon) de J. Lee Thompson
- 1978 : Le Retour (The Comeback) de Pete Walker
- 1978 : Voyage au bout de l'enfer (The Deer Hunter) de Michael Cimino
- 1978 : Absolution d'Anthony Page
- 1979 : The Border ou Border Cop de Christopher Leitch
- 1979 : The Great Riviera Bank Robbery de Francis Megahy
- 1979 : Le Casse de Berkeley Square (A Nightingale Sang in Berkeley Square) de Ralph Thomas
- 1979 : Yesterday's Hero de Neil Leifer

#### Années 1980
- 1980 : Les Yeux de la forêt (The Watcher in the Woods) de John Hough
- 1981 : Incubus de John Hough
- 1981 : L'Amant de lady Chatterley (Lady Chatterley's Lover) de Just Jaeckin
- 1982 : Travail au noir (Moonlighting) de Jerzy Skolimowski
- 1983 : Le Consul honoraire (The Honorary Consul) de John Mackenzie
- 1984 : Le Succès à tout prix (Success Is the Best Revenge) de Jerzy Skolimowski
- 1984 : Onde de choc (Blind Date) de Nico Mastorakis
- 1984 : Histoire d'O, numéro 2 d'Éric Rochat
- 1984 : The Next One de Nico Mastorakis
- 1984 : Eureka de Nicolas Roeg
- 1984 : The Chain de Jack Gold
- 1985 : Une nuit de réflexion (Insignificance) de Nicolas Roeg
- 1985 : Dreamchild de Gavin Millar
- 1986 : The Second Victory de Gerald Thomas
- 1986 : Le Bateau phare (The Lightship) de Jerzy Skolimowski
- 1986 : Separate Vacations de Michael Anderson
- 1986 : The Zero Boys de Nico Mastorakis
- 1986 : Castaway de Nicolas Roeg
- 1987 : The Wind de Nico Mastorakis
- 1987 : Wish You Were Here de David Leland
- 1987 : Sammy et Rosie s'envoient en l'air (Sammy and Rosie Get Laid) de Stephen Frears
- 1988 : Trading Hearts de Neil Leifer
- 1988 : The Nature of the Beast de Franco Rosso
- 1988 : Taffin de Francis Megahy
- 1988 : Un Anglais à New York (Stars and Bars) de Pat O'Connor
- 1988 : Panique sur la ville (Nightmare at Noon) de Nico Mastorakis
- 1988 : Track 29 de Nicolas Roeg
- 1988 : Paperhouse de Bernard Rose
- 1988 : État de choc (The Boost) de Harold Becker
- 1989 : Ladder of Swords de Norman Hull
- 1989 : Torrents of Spring de Jerzy Skolimowski
- 1989 : Scenes from the Class Struggle in Beverly Hills de Paul Bartel

#### Années 1990
- 1990 : Les Sorcières (The Witches) de Nicolas Roeg
- 1990 : Rosencrantz et Guildenstern sont morts (Rosencrantz & Guildenstern Are Dead) de Tom Stoppard
- 1991 : The Voyager (Homo Faber) de Volker Schlöndorff
- 1991 : Cold Heaven de Nicolas Roeg
- 1991 : Iron Maze de Hiroaki Yoshida
- 1991 : Sarafina! de Darrell Roodt

### Télévision
- 1964 : Diary of a Young Man
- 1965 : The Trial and Torture of Sir John Rampayne
- 1972 : Strohfeuer
- 1973 : Divorce (Divorce His, Divorce Hers)
- 1974 : Shoulder to Shoulder (feuilleton TV)
- 1974 : Übernachtung in Tirol
- 1975 : The Legend of Robin Hood (feuilleton TV)
- 1978 : Summer of My German Soldier
- 1980 : The Martian Chronicles (feuilleton TV)
- 1981 : The Gentleman Bandit
- 1982 : Nancy Astor (feuilleton TV)
- 1983 : Widows (feuilleton TV)
- 1983 : A Pattern of Roses
- 1984 : The Zany Adventures of Robin Hood
- 1985 : Mr. and Mrs. Edgehill
- 1985 : Past Caring
- 1985 : Black Arrow
- 1985 : Widows 2 (feuilleton TV)
- 1985 : Florence Nightingale
- 1985 : My Brother Jonathan
- 1986 : Les Caprices du destin (Strong Medicine)
- 1986 : The Russian Soldier
- 1986 : Monte Carlo (mini-série télévisée)
- 1986 : The Singing Detective (feuilleton TV)
- 1987 : Harry's Kingdom
- 1987 : Scoop
- 1987 : A Wreath of Roses
- 1987 : Pack of Lies
- 1988 : Stones for Ibarra
- 1988 : Viva Oklahoma (Baja Oklahoma)
- 1988 : Tidy Endings
- 1988 : Christabel
- 1989 : Danny, le champion du monde
- 1989 : A Small Mourning
- 1989 : Age-Old Friends
- 1990 : He's Asking for Me
- 1990 : Never Come Back
- 1990 : Children Crossing
- 1991 : Heading Home
- 1991 : A Murder of Quality
- 1992 : Injustes noces (Clothes in the Wardrobe)
- 1992 : Tous les rêves sont permis (Mrs. 'Arris Goes to Paris)
- 1993 : Head Over Heels (série TV)
- 1993 : Stalag Luft
- 1994 : Middlemarch (feuilleton TV)
- 1994 : Heart of Darkness